# ویک‌فیلد شهرستان فرفکس (ویرجینیا)
ویک‌فیلد فایرفاکس کانتی (به انگلیسی: Wakefield) یک منطقهٔ مسکونی در ایالات متحده آمریکا است که در شهرستان فرفکس، ویرجینیا واقع شده‌است. ویک‌فیلد فایرفاکس کانتی ۹٫۸۵ کیلومتر مربع مساحت و ۱۱٬۲۷۵ نفر جمعیت دارد و ۹۱٫۴۴ متر بالاتر از سطح دریا واقع شده‌است.